# Sprengtriebwagen der Straßenbahn Timișoara
Der Sprengtriebwagen der Straßenbahn Timișoara war ein 1925 gebauter Arbeitswagen des genannten Straßenbahnbetriebs. Das Wassersprengfahrzeug – rumänisch vagon stropitor, vagon electrostropitor beziehungsweise vagon cisterna – befand sich jedoch nicht im Besitz des Verkehrsbetriebs Tramvaiele Comunale Timișoara (T.C.T.), sondern gehörte – wie bei Fahrzeugen dieser Art oft üblich – der Stadt  Timișoara (Temeschwar) selbst. Eingesetzt wurde er somit vom städtischen Wasserver- und -entsorgungsunternehmen Întreprinderea de Apă și Canal a Orașului Timișoara (A.C.O.T.). Aus diesem Grund trug der grau lackierte Triebwagen auch nie eine Betriebsnummer der Straßenbahngesellschaft und war zudem nicht im Straßenbahndepot untergebracht. Alternativ stand ihm auf dem benachbarten Gelände der A.C.O.T. eine eigene Remise zur Verfügung. Derartige Spezialfahrzeuge waren früher in vielen Städten üblich. Sie sollten aus Gründen der städtischen Gesundheitsvorsorge dabei helfen, die starke Staubentwicklung auf den sommerlichen Straßen – insbesondere den ungeteerten – einzudämmen. In Rumänien waren sie außerdem bei der Straßenbahn Bukarest sowie der Straßenbahn Brăila anzutreffen.
Das vierachsige Zweirichtungsfahrzeug wurde 1925 bei Astra Arad hergestellt und war der erste Drehgestellwagen der Straßenbahn Timișoara überhaupt. Sein Wassertank hatte ein Volumen von 12.000 Litern. Ursprünglich mit offenen Plattformen ausgeliefert, erhielt der Sprengtriebwagen später halb geschlossene Führerstände. Außerdem bekam er irgendwann in den Jahren 1956 bis 1960, im Zuge des damaligen Modernisierungsprogramms der Straßenbahngesellschaft, statt des ursprünglichen Lyrastromabnehmers einen moderneren Scherenstromabnehmer montiert.
Der Sprengtriebwagen war bis Ende der 1960er-Jahre in Betrieb und wurde anschließend dauerhaft abgestellt. Im Sommer 1990 existierten Pläne, ihn zu reaktivieren, hierfür wären nur einige kleinere Reparaturen erforderlich gewesen. Letztlich blieb das Fahrzeug noch bis mindestens 1992 erhalten und wurde danach verschrottet.